# 国道95号線 (インド)
国道95号線（こくどう95ごうせん、ヒンディー語: राष्ट्रीय राजमार्ग ९५, 英語: National Highway 95; NH 95）は、インドの国道。パンジャーブ州のシャーヒー・バガト・シング・ナガール県を東西に結ぶ。全長は225キロメートル。
国道95号線はパンジャーブ州シャーヒー・バガト・シング・ナガール県東部チャンディーガル近郊のカラーを起点とし、同県西部のフィールーズプルまでを結ぶ。途中の経由地としてはモリンダ、ルディヤーナー、サムララ、ジャグラアン、モガがある。